# Улеєво (Бураєвський район)
Уле́єво (рос. Улеево, башк. Үләй) — присілок у складі Бураєвського району Башкортостану, Росія. Входить до складу Бадраковської сільської ради.
Населення — 137 осіб (2010; 154 у 2002).
Національний склад:
- башкири — 77 %